# Charles Flaherty
Charles A. H. Flaherty (* 19. Dezember 2000 in Cincinnati, Vereinigte Staaten) ist ein puerto-ricanischer Skirennläufer.

## Biografie
Flaherty wurde in Cincinnati im US-Bundesstaat Ohio geboren. Im Jahr 2008 spendete er seinem Bruder William, der an einer hämophagozytischen Lymphohistiozytose litt, sein Knochenmark und sorgte dafür, dass dieser überlebte. Zwei Jahre später zog die Familie nach Puerto Rico. Charles war neun Jahre alt. Er besuchte die St. John’s School und die TASIS School in Dorado, bevor er 2013 auf die  Laurel Springs School wechselte. 2015 zog er mit seiner Familie von Dorado nach Río Grande und dann später wieder zurück. Im Alter von 13 Jahren begann er mit dem Skifahren, durch das Anschauen der Olympischen Winterspiele 2014 im Fernsehen wurde sein Interesse an diesem Sport geweckt.
Beim Comité Olímpico de Puerto Rico musste er jedoch Überzeugungsarbeit leisten. Bei der letzten Teilnahme des Landes an Olympischen Winterspielen 2002 wurde das Bobteam, das für Puerto Rico antreten sollte, kurz vor dem Wettkampf zurückgezogen, da Michael Gonzales die Regeln des Nationalen Olympischen Komitees (NOK) nicht erfüllt hatte. Danach zog das NOK die Anerkennung des Wintersportverbandes von Puerto Rico zurück. So kam es dazu, dass auch die Skifahrerin Kristina Krone, die sich für die Olympischen Winterspiele 2010 und 2014 qualifiziert hatte, nicht starten durfte. Im Dezember 2017 erlaubte das NOK schließlich eine auf sechs Monate befristete Mitgliedschaft des Wintersportverbandes ohne finanzielle Unterstützung, wodurch Flaherty an den Olympischen Winterspielen 2018 teilnehmen konnte. Flaherty wurde zwar in den Vereinigten Staaten geboren, lebt aber seit 2010 in Puerto Rico, wodurch die Zulassungsvoraussetzung von drei Jahren Aufenthalt auf der Insel erfüllt ist. Bei den Olympischen Winterspielen 2018 in Pyeongchang wurde er im Riesenslalomrennen 73. von 110 Athleten.
Seine letzten internationalen Rennen bestritt Flaherty im April 2019, seither ist er nicht mehr in Erscheinung getreten.